# Zdeněk Rygel
Zdeněk Rygel (* 1. března 1951 Ostrava) je bývalý československý fotbalista, obránce, reprezentant Československa.

## Fotbalová kariéra
V československé lize hrál za Baník Ostrava. Nastoupil v 257 utkáních a vstřelil sedm gólů.
Do paměti fanouškům Baníku především se zapsal jako střelec památného vítězného gólu ve čtvrtfinále poháru vítězů poháru proti 1. FC Magdeburg. Všestranný hráč, který začínal jako záložník, nejlepších výsledků ale dosáhl jako obránce s vyhlášenými útočnými schopnostmi. Za reprezentaci Československa nastoupil v letech 1974–1975 ve 4 utkáních. Několikrát se musel vyrovnat s vážným zraněním, ale za Hadamczika rychle našel stálé místo v sestavě. Ve vrcholné formě šlo o jednoho z nejspolehlivějších hráčů Baníku a jednoho ze základu Hadamczikovy sestavy. V evropských pohárech sehrál 37 utkání, v Poháru mistrů evropských zemí nastoupil ve 12 utkáních, v Poháru vítězů pohárů nastoupil v 8 utkáních a dal 3 góly a v Poháru UEFA nastoupil ve 13 utkáních. Je držitelem zlaté medaile z olympiády v Moskvě roce 1980. Později hrál v kyperské EPA Larnaca (1983–1984), ve Zbrojovce Brno (1984–1985) a v Polance nad Odrou.

## Ligová bilance
| Ročník                                   | Zápasy | Góly | Klub           |
| ---------------------------------------- | ------ | ---- | -------------- |
| 1. československá fotbalová liga 1972/73 | 16     | 1    | Baník Ostrava  |
| 1. československá fotbalová liga 1973/74 | 15     | 0    | Baník Ostrava  |
| 1. československá fotbalová liga 1974/75 | 18     | 0    | Baník Ostrava  |
| 1. československá fotbalová liga 1975/76 | 23     | 0    | Baník Ostrava  |
| 1. československá fotbalová liga 1976/77 | 30     | 3    | Baník Ostrava  |
| 1. československá fotbalová liga 1977/78 | 29     | 1    | Baník Ostrava  |
| 1. československá fotbalová liga 1978/79 | 29     | 1    | Baník Ostrava  |
| 1. československá fotbalová liga 1979/80 | 25     | 0    | Baník Ostrava  |
| 1. československá fotbalová liga 1980/81 | 20     | 1    | Baník Ostrava  |
| 1. československá fotbalová liga 1981/82 | 29     | 0    | Baník Ostrava  |
| 1. československá fotbalová liga 1982/83 | 20     | 0    | Baník Ostrava  |
| Česká národní fotbalová liga 1984/85     | 17     | 1    | Zbrojovka Brno |
| CELKEM                                   | 257    | 7    |                |